# Domus de Janas vom Monte Arista

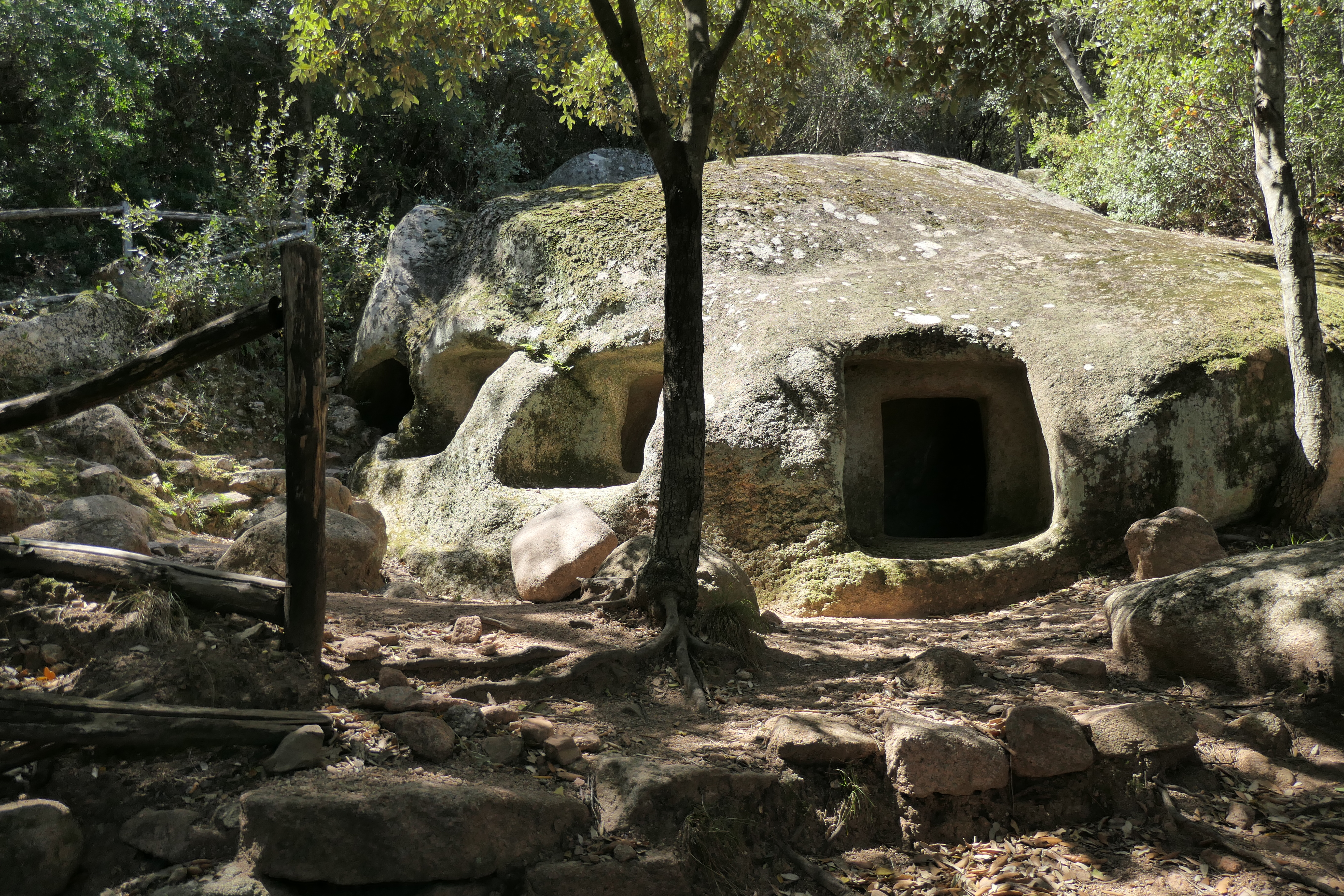
Domus de Janas vom Monte Arista (2024)

Die Domus de Janas vom Monte Arista auf dem Gemeindegebiet von Cardedu in der Provinz Ogliastra auf Sardinien sind zehn prä-nuraghische Felsgräber. Sie liegen am Nordhang des Monte Arista, sind in ausgezeichnetem Zustand und stammen aus der spätneolithischen Phase der Ozieri-Kultur.
Die in den Fels gegrabenen „Feenhäuser“ liegen westlich des Strandes Perde Pera am nördlichen Fuß des Monte Arista und sind über einen ausgeschilderten Wanderweg zu erreichen. Dieser umfasst auch den Zugang zu den wenigen Resten der Nuraghe Desfollas, etwa 300 Meter westlich der Domus de Janas auf einem Vorberg des Monte Arista.
Die Grabanlage ist in drei Gruppen unterschieden. Gruppe A umfasst Grabstellen mit nur einer Kammer auf der tiefsten Stelle der Anlage, Gruppe B und Gruppe C sind Mehrkammer-Anlagen, die meist gruppenweise zusammenliegen.
Die Gräber 5 bis 8 der Nekropole liegen am höchsten und haben zwei oder drei Kammern. Die längsorientierten, ein- und zweikammerigen Gräber mit kurzen, etwa quadratischen Dromoi sind in getrennte Granitblöcke gehauen.